# هاينريخ ريكرت
هاينريخ ريكرت (بالألمانية: Heinrich Rickert)‏ هوَ فيلسوف ألماني، من مواليد 15 مايو 1863 في مملكة بروسيا، تلميذ فندلباند، وممثل رئيسي لمدرسة بادن الكانطية المحدثة. نواة المذهب النقدي تكمن في رأيه في علم الأخلاق، لا في نظرية المعرقة. فصحيح أن هذه النظرية تعين معايير الحقيقة، ولكن الفلسفة ليست نظرية المعايير الحقية بصفة عامة. ومهمة الفلسسفة بالتالي دراسة العلاقات بين ملكوت القيم (المطلق، المثال) وملكوت الواقع بدالة «ملكوت ثالث» هوالثقافة.

## مؤلفاته
- موضوع المعرفة (1892).
- علم الثقافة وعلم الطبيعة (1899).
- منطق المحمولات والأنطولوجيا (1930).

## وفاته
توفي هاينريخ ريكرت في الخامس والعشرين لسنة 1936 في هايدلبرغ جنوب غربي ألمانيا.

## روابط خارجية
- هاينريخ ريكرت على موقع الموسوعة البريطانية (الإنجليزية)